# España en el Festival de la Canción de Eurovisión 1970
España participó en el Festival de la Canción de Eurovisión 1970 como uno de los cuatro vigentes campeones. El país fue representado por Julio Iglesias con la canción «Gwendolyne», que fue seleccionada mediante una final nacional organizada por TVE.

## II Festival de la Canción Española

### Formato
El Segundo Festival de la Canción Española se organizó en tres días consecutivos, del 12 al 14 de febrero de 1970, presentado por Laura Valenzuela y Joaquín Prat en el Palacio Nacional en Barcelona. Las canciones fueron interpretadas dos veces: una con una orquesta y otra con un conjunto rítmico. Al contrario que la edición anterior en la que Salomé fue elegida internamente para interpretar todas las canciones, este año se asignó un artista distinto para cada canción: o bien dos intérpretes españoles o bien uno nacional y otro extranjero.
El jurado estaba formado por quince miembros, «uno por cada una de las tres emisoras de TVE y doce más por cada una de las de Radio Nacional de España», y se encargó de elegir las diez de las veinte canciones que pasarían a la final y la canción ganadora de esta. Si los dos intérpretes de la canción ganadora fueran españoles, se llevaría a cabo una votación con el mismo jurado para seleccionar a uno de los dos para el Festival de la Canción de Eurovisión 1970 una interpretada de nuevo la canción ganadora. Si solamente uno de ellos fuera nacional, este sería elegido automáticamente como representante.

### Canciones y artistas participantes
Se presentaron 197 canciones. Los ensayos de los participantes tuvieron lugar durante la misma semana, del 9 al 11 de febrero. Los actos de intervalo ensayaron a las 17:00 del mismo día en que actuarían, el 13 y 14. Franck Pourcel y Rita Pavone actuaron como «fin de fiesta» como intervalo entre las actuaciones y las votaciones en la segunda sesión.
Leyenda:
 †  Director de la orquesta
 ‡  Director del conjunto rítmico
| Canción                 | Intérprete(s) y directores                               | Intérprete(s) y directores                               | Autores                                       | Autores                                       |
| Canción                 | Orquesta                                                 | Conjunto rítmico                                         | Música                                        | Letra                                         |
| ----------------------- | -------------------------------------------------------- | -------------------------------------------------------- | --------------------------------------------- | --------------------------------------------- |
| «Balada de invierno»    | Johnny Valentino                                         | Ángela Escribano                                         | Julio Mengod Lázaro                           | Rafael A. G. Loza                             |
| «Balada del maderero»   | Asunción con Los 80 centavos Alfredo Domenech †          | Los dos Juan Barcons ‡                                   | María José de Ceratto                         | María José de Ceratto                         |
| «Bienvenido»            | Elena                                                    | Ernesto                                                  | Juan Solé Tutusaus                            | Vicente Roca Garrido                          |
| «Carrusel»              | Beatriz y Esther con Los musicales                       | Karlo con Las hermanas Ros                               | Vicente Sabater Entralgues                    | Juan Serracant i Manau                        |
| «De pronto, tú»         | Jaime Morey José Luis Navarro †                          | Maya José Luis Navarro ‡                                 | Aurora Sánchez-Sousa                          | José Luis Pécker Alberca                      |
| «Don Juan»              | Helena y Los mismos                                      | Gaby Berger                                              | Ramón Farrán Sánchez y Lucía Graves           | Ramón Farrán Sánchez y Lucía Graves           |
| «Esa será mi casa»      | Franciska                                                | Nino Bravo                                               | Álvaro Sebastián                              | Carmen Fons, Enrique Carnicer                 |
| «Fiesta»                | Margaluz y Rafael con Los Valldemosa Ramón Farrán †      | Rafa León Ramón Farrán ‡                                 | Ramón Farrán y Lucía Graves                   | Ramón Farrán y Lucía Graves                   |
| «Gwendolyne»            | Julio Iglesias con el Trío La La La Benito Lauret †      | Rosy Armen con el Trío La La La Benito Lauret ‡          | Julio Iglesias                                | Julio Iglesias                                |
| «Hoy quiero cantar»     | Albert con Albert Band                                   | Karolyn                                                  | Juan Solé Tutusaus                            | Vicente Roca Garrido                          |
| «Igual que yo»          | Rosalía Juan Barcons †                                   | Manolo Juan Barcons ‡                                    | Luisa Margarita Girón Ávila                   | Luisa Margarita Girón Ávila                   |
| «Jamás la olvidaré»     | Javier de Miguel con Voces amigas Juan Carlos Calderón † | Basilio Juan Carlos Calderón ‡                           | Pablo Herrero Ibarz y Carlos Fernández-Prida. | Pablo Herrero Ibarz y Carlos Fernández-Prida. |
| «Me gusta, me gusta»    | Cristina José Solá †                                     | Manolo Galván con Los Gritos José Solá ‡                 | José Solá y Ramón Simó                        | José Solá y Ramón Simó                        |
| «Novia para Miguel»     | Julio Ramos Juan Carlos Calderón †                       | Jordi y José María con Tuset 31                          | Juan Carlos Calderón                          | Juan Carlos Calderón                          |
| «Si después»            | Rosa Mary y Javier Adolfo Ventas †                       | Luisita Tenor Adolfo Ventas ‡                            | Javier Vidal Gobern                           | Javier Vidal Gobern                           |
| «Soy feliz»             | Julián Granados Rafael Ferro García †                    | Donna Hightower Rafael Ferro García ‡                    | Alfonso Sáinz                                 | Alfonso Sáinz                                 |
| «Tal vez mañana»        | Errol y Los Tops                                         | Altamira 3 Juan Barcons ‡                                | Carlos Bermúdez y Joaquín Alfonso Navas       | Carlos Bermúdez y Joaquín Alfonso Navas       |
| «Un manantial de barro» | Luciana Wolf                                             | Vicente Pizarro Francisco Burrull ‡                      | José Ignacio Cardona Herrero                  | José Ignacio Cardona Herrero                  |
| «Un mundo mejor»        | Tony con Voces amigas Juan Carlos Calderón †             | Estíbaliz y Sergio con Mocedades. Juan Carlos Calderón ‡ | Pablo Herrero                                 | José Luis Armenteros                          |
| «Viejo marino»          | Rafael Blanco con Mocedades                              | Javier con Tuset 31                                      | Pedro Iturralde                               | Pedro Iturralde                               |

### Semifinal
La semifinal tuvo lugar en dos sesiones del 12 al 13 de febrero. Las tres jornadas del festival estaban programadas para las 22:28; no obstante, la segunda sesión comenzó con un atraso de 15 minutos.
Leyenda:
 †  Orquesta
 ‡  Conjunto rítmico
| N.º | Primer pase | Primer pase                         | Segundo pase | Segundo pase                           | Canción               | Puntos | Puesto |
| N.º | O.I.        | Intérprete(s)                       | O.I.         | Intérprete(s)                          | Canción               | Puntos | Puesto |
| --- | ----------- | ----------------------------------- | ------------ | -------------------------------------- | --------------------- | ------ | ------ |
| 1   | 1           | Elena †                             | 18           | Ernesto ‡                              | «Bienvenido»          | 4      | 15     |
| 2   | 2           | Karlo y Las hermanas Ros ‡          | 11           | Beatriz y Esther con Los musicales †   | «Carrusel»            | 6      | 12     |
| 3   | 3           | Maya ‡                              | 19           | Jaime Morey †                          | «De pronto, tú»       | 11     | 4      |
| 4   | 4           | Franciska †                         | 13           | Nino Bravo ‡                           | «Esa será mi casa»    | 7      | 11     |
| 5   | 5           | Rafa León ‡                         | 20           | Margaluz y Rafael con Los Valldemosa † | «Fiesta»              | 8      | 9      |
| 6   | 6           | Manolo ‡                            | 12           | Rosalía †                              | «Igual que yo»        | 9      | 7      |
| 7   | 7           | Rosa Mary y Javier †                | 15           | Luisita Tenor ‡                        | «Si después»          | 9      | 7      |
| 8   | 8           | Los dos ‡                           | 17           | Asunción con Los 80 centavos †         | «Balada del maderero» | 11     | 4      |
| 9   | 9           | Estíbaliz y Sergio con Mocedades ‡  | 16           | Tony con Voces amigas †                | «Un mundo mejor»      | 13     | 2      |
| 10  | 10          | Javier de Miguel con Voces amigas † | 14           | Basilio ‡                              | «Jamás la olvidaré»   | 10     | 6      |

| N.º | Primer pase | Primer pase                       | Segundo pase | Segundo pase                  | Canción                 | Puntos | Puesto |
| N.º | O.I.        | Intérprete(s)                     | O.I.         | Intérprete(s)                 | Canción                 | Puntos | Puesto |
| --- | ----------- | --------------------------------- | ------------ | ----------------------------- | ----------------------- | ------ | ------ |
| 11  | 1           | Julio Iglesias †                  | 15           | Rosy Armen ‡                  | «Gwendolyne»            | 15     | 1      |
| 12  | 2           | Manolo Galván con Los Gritos ‡    | 16           | Cristina †                    | «Me gusta, me gusta»    | 8      | 9      |
| 13  | 3           | Javier con Tuset 31 ‡             | 13           | Rafael Blanco con Mocedades † | «Viejo marino»          | 3      | 18     |
| 14  | 4           | Luciana Wolf †                    | 20           | Vicente Pizarro ‡             | «Un manantial de barro» | 2      | 19     |
| 15  | 5           | Jordi y José María con Tuset 31 ‡ | 17           | Julio Ramos †                 | «Novia para Miguel»     | 2      | 19     |
| 16  | 6           | Donna Hightower ‡                 | 19           | Julián Granados †             | «Soy feliz»             | 13     | 2      |
| 17  | 7           | Johnny Valentino †                | 12           | Ángela Escribano ‡            | «Balada de invierno»    | 6      | 12     |
| 18  | 8           | Gaby Berger ‡                     | 14           | Helena y Los mismos †         | «Don Juan»              | 4      | 15     |
| 19  | 9           | Karolyn ‡                         | 11           | Albert con Albert Band †      | «Hoy quiero cantar»     | 5      | 14     |
| 20  | 10          | Errol y Los Tops †                | 18           | Altamira 3 ‡                  | «Tal vez mañana»        | 4      | 15     |

Votación de la semifinal
Los 15 jurados fueron los siguientes:
1. TVE Las Palmas
2. Radio Peninsular Cuenca
3. RNE Santa Cruz de Tenerife
4. RNE La Coruña
5. RNE Barcelona
6. Radio Peninsular Málaga
7. RNE Oviedo
8. RNE Murcia
9. RNE Sevilla
10. RNE San Sebastián
11. RNE Zaragoza[40]
12. TVE Barcelona
13. RNE Madrid
14. Radio Peninsular Valencia
15. TVE Madrid

Cada uno de los jurados nacionales debía otorgar 1 punto a 10 canciones. Los resultados fueron los siguientes:
| Bandera de la ciudad de Las Palmas de Gran Canaria |                         | Bandera de la ciudad de Santa Cruz de Tenerife | Bandera de La Coruña |   | Bandera de Málaga |   |   |   |   |   |   | Bandera de la Ciudad de Madrid |   | Bandera de la Ciudad de Madrid | Total |   |    |
| 1                                                  | «Bienvenido»            | 1                                              |                      | 1 |                   |   |   |   | 1 |   |   |                                |   | 1                              |       |   | 4  |
| 2                                                  | «Carrusel»              |                                                | 1                    |   |                   |   |   | 1 |   | 1 |   |                                | 1 | 1                              |       | 1 | 6  |
| 3                                                  | «De pronto, tú»         |                                                | 1                    | 1 | 1                 | 1 |   | 1 | 1 | 1 | 1 | 1                              | 1 |                                | 1     |   | 11 |
| 4                                                  | «Esa será mi casa»      |                                                |                      | 1 | 1                 | 1 |   |   |   | 1 | 1 |                                | 1 |                                |       | 1 | 7  |
| 5                                                  | «Fiesta»                |                                                | 1                    |   | 1                 |   | 1 |   | 1 |   | 1 | 1                              | 1 |                                | 1     |   | 8  |
| 6                                                  | «Igual que yo»          | 1                                              |                      |   |                   | 1 | 1 | 1 | 1 |   |   | 1                              | 1 | 1                              |       | 1 | 9  |
| 7                                                  | «Si después»            | 1                                              |                      | 1 | 1                 | 1 | 1 |   | 1 | 1 |   |                                |   | 1                              | 1     |   | 9  |
| 8                                                  | «Balada del maderero»   | 1                                              | 1                    |   | 1                 | 1 |   | 1 | 1 | 1 |   | 1                              |   | 1                              | 1     | 1 | 11 |
| 9                                                  | «Un mundo mejor»        | 1                                              | 1                    |   | 1                 | 1 |   | 1 | 1 | 1 | 1 | 1                              | 1 | 1                              | 1     | 1 | 13 |
| 10                                                 | «Jamás la olvidaré»     | 1                                              | 1                    | 1 | 1                 | 1 |   | 1 |   | 1 | 1 |                                | 1 | 1                              |       |   | 10 |
| 11                                                 | «Gwendolyne»            | 1                                              | 1                    | 1 | 1                 | 1 | 1 | 1 | 1 | 1 | 1 | 1                              | 1 | 1                              | 1     | 1 | 15 |
| 12                                                 | «Me gusta, me gusta»    | 1                                              | 1                    | 1 |                   | 1 | 1 |   |   | 1 |   | 1                              |   |                                |       | 1 | 8  |
| 13                                                 | «Viejo marino»          |                                                |                      | 1 |                   |   | 1 |   |   |   |   |                                |   |                                | 1     |   | 3  |
| 14                                                 | «Un manantial de barro» |                                                |                      |   |                   |   | 1 |   |   |   |   | 1                              |   |                                |       |   | 2  |
| 15                                                 | «Novia para Miguel»     |                                                |                      |   |                   | 1 |   |   |   |   |   |                                |   |                                |       | 1 | 2  |
| 16                                                 | «Soy feliz»             |                                                | 1                    | 1 | 1                 | 1 | 1 | 1 | 1 |   | 1 | 1                              | 1 | 1                              | 1     | 1 | 13 |
| 17                                                 | «Balada de invierno»    |                                                |                      |   | 1                 |   | 1 |   |   |   | 1 |                                | 1 | 1                              | 1     |   | 6  |
| 18                                                 | «Don Juan»              | 1                                              |                      | 1 |                   |   |   |   |   |   | 1 |                                |   |                                |       | 1 | 4  |
| 19                                                 | «Hoy quiero cantar»     | 1                                              | 1                    |   |                   |   |   | 1 |   |   | 1 |                                |   |                                | 1     |   | 5  |
| 20                                                 | «Tal vez mañana»        |                                                |                      |   |                   |   |   | 1 | 1 | 1 |   | 1                              |   |                                |       |   | 4  |

### Final
La final tuvo lugar el 14 de febrero con las diez canciones más votadas de la semifinal.
Leyenda:
 †  Orquesta
 ‡  Conjunto rítmico
| N.º | Primer pase | Primer pase                    | Segundo pase | Segundo pase                           | Canción               | Puntos | Puesto |
| N.º | O.I.        | Intérprete(s)                  | O.I.         | Intérprete(s)                          | Canción               | Puntos | Puesto |
| --- | ----------- | ------------------------------ | ------------ | -------------------------------------- | --------------------- | ------ | ------ |
| 1   | 1           | Manolo ‡                       | 15           | Rosalía †                              | «Igual que yo»        | 0      | 8      |
| 2   | 2           | Los dos ‡                      | 13           | Asunción con Los 80 centavos †         | «Balada del maderero» | 6      | 4      |
| 3   | 3           | Jaime Morey †                  | 11           | Maya ‡                                 | «De pronto, tú»       | 5      | 5      |
| 4   | 4           | Rafa León ‡                    | 14           | Margaluz y Rafael con Los Valldemosa † | «Fiesta»              | 7      | 3      |
| 5   | 5           | Basilio ‡                      | 20           | Javier de Miguel con Voces amigas †    | «Jamás la olvidaré»   | 13     | 2      |
| 6   | 6           | Tony con Voces amigas †        | 17           | Estíbaliz y Sergio con Mocedades ‡     | «Un mundo mejor»      | 4      | 6      |
| 7   | 7           | Luisita Tenor ‡                | 16           | Rosa Mary y Javier †                   | «Si después»          | 0      | 8      |
| 8   | 8           | Julio Iglesias †               | 18           | Rosy Armen ‡                           | «Gwendolyne»          | 37     | 1      |
| 9   | 9           | Manolo Galván con Los Gritos ‡ | 12           | Cristina †                             | «Me gusta, me gusta»  | 0      | 8      |
| 10  | 10          | Donna Hightower ‡              | 19           | Julián Granados †                      | «Soy feliz»           | 3      | 7      |

Votación de la final
Cada uno de los jurados nacionales disponía de 5 puntos para distribuir libremente.
| Bandera de la ciudad de Las Palmas de Gran Canaria |                       | Bandera de la ciudad de Santa Cruz de Tenerife | Bandera de La Coruña |   | Bandera de Málaga |   |   |   |   |   |   | Bandera de la Ciudad de Madrid |   | Bandera de la Ciudad de Madrid | Total |   |    |
| 1                                                  | «Igual que yo»        |                                                |                      |   |                   |   |   |   |   |   |   |                                |   |                                |       |   | 0  |
| 2                                                  | «Balada del maderero» | 1                                              | 1                    |   | 1                 |   |   | 1 | 1 |   |   |                                |   |                                | 1     |   | 6  |
| 3                                                  | «De pronto, tú»       |                                                |                      |   |                   | 1 |   |   | 1 |   | 1 | 1                              |   |                                |       | 1 | 5  |
| 4                                                  | «Fiesta»              |                                                | 1                    |   |                   |   |   |   |   | 3 |   |                                | 3 |                                |       |   | 7  |
| 5                                                  | «Jamás la olvidaré»   |                                                |                      | 5 | 1                 | 1 |   | 2 |   | 2 |   |                                |   | 2                              |       |   | 13 |
| 6                                                  | «Un mundo mejor»      |                                                |                      |   |                   |   |   |   | 1 |   | 3 |                                |   |                                |       |   | 4  |
| 7                                                  | «Si después»          |                                                |                      |   |                   |   |   |   |   |   |   |                                |   |                                |       |   | 0  |
| 8                                                  | «Gwendolyne»          | 4                                              | 3                    |   | 1                 | 3 | 5 | 2 | 2 |   | 1 | 4                              | 1 | 3                              | 4     | 4 | 37 |
| 9                                                  | «Me gusta, me gusta»  |                                                |                      |   |                   |   |   |   |   |   |   |                                |   |                                |       |   | 0  |
| 10                                                 | «Soy feliz»           |                                                |                      |   | 2                 |   |   |   |   |   |   |                                | 1 |                                |       |   | 3  |

## En Eurovisión
Julio Iglesias, acompañado a los coros por el Trío La, La, La, fue el noveno en actuar, siguiendo a Luxemburgo y precediendo a Mónaco. Recibió 8 puntos por su actuación, empatando en cuarto lugar con Francia y Suiza.